# Löytönen
Löytönen är en sjö i Finland. Den ligger i kommunen Suomussalmi i landskapet Kajanaland, i den centrala delen av landet, 600 km norr om huvudstaden Helsingfors. Löytönen ligger 249,5 meter över havet. Den är 15,4 meter djup. Arean är 83,6 hektar och strandlinjen är 6,48 kilometer lång. Sjön  ingår i Uleälvens huvudavrinningsområde. 